# دولة تعديلية
دولة تعديلية أو دولة تنقيحية (بالإنجليزية: Revisionist state)‏ هو مصطلح من نظرية انتقال السلطة داخل المجال الأوسع للعلاقات الدولية. يصف الدول التي تهدف إلى تغيير أو وضع حد للنظام الحالي.
يفترض المصطلح وجود علاقة مباشرة بين هيمنة الدولة، على الصعيدين السياسي والاقتصادي، ومكانتها إما كدولة وضع راهن أو دولة تعديلية. الدول القوية والمؤثرة في العلاقات الدولية مثل المملكة المتحدة وفرنسا ودول أخرى مثل اليابان التي هي في وضع أفضل في النظام العالمي، من المرجح أن تندرج تحت فئة دول الوضع الراهن بينما كوريا الشمالية وتركيا وإيران والدول الأخرى غير الراضية عن مكانتها في النظام الدولي تسمى الدول التعديلية.